# Trematocephalus
Trematocephalus Dahl, 1886 è un genere di ragni appartenente alla famiglia Linyphiidae.

## Distribuzione
Le quattro specie oggi attribuite a questo genere sono state reperite nella regione paleartica: due specie sono endemiche dello Sri Lanka.

## Tassonomia
A giugno 2012, si compone di quattro specie:
- Trematocephalus cristatus (Wider, 1834)[3] — Regione paleartica
- Trematocephalus obscurus Denis, 1950 — Francia
- Trematocephalus simplex Simon, 1894 — Sri Lanka
- Trematocephalus tripunctatus Simon, 1894 — Sri Lanka

### Specie trasferite
- Trematocephalus acanthochirus Simon, 1909; trasferita al genere Ummeliata Strand, 1942.
- Trematocephalus bivittatus Simon, 1909; trasferita al genere Nasoona Locket, 1982.
- Trematocephalus eustylis Simon, 1909; trasferita al genere Nasoona Locket, 1982.